# KV33
Ngôi mộ KV33 là một ngôi mộ hoàng gia nằm trong Thung lũng của các vị Vua ở Ai Cập. Nó đã được phát hiện bởi Victor Loret trong năm 1898 và đã không hoàn toàn được dọn dẹp tại thời điểm được khám phá. Ngôi mộ là nơi cuối cùng được đóng lại để sau này khai quật.